# Francesco Della Luna
(Giovanni Cavalcanti su Francesco Della Luna, Istorie Fiorentine, XV secolo)
Francesco Della Luna (Firenze, 1373 – Firenze, ...) è stato un politico e architetto italiano.

## Biografia

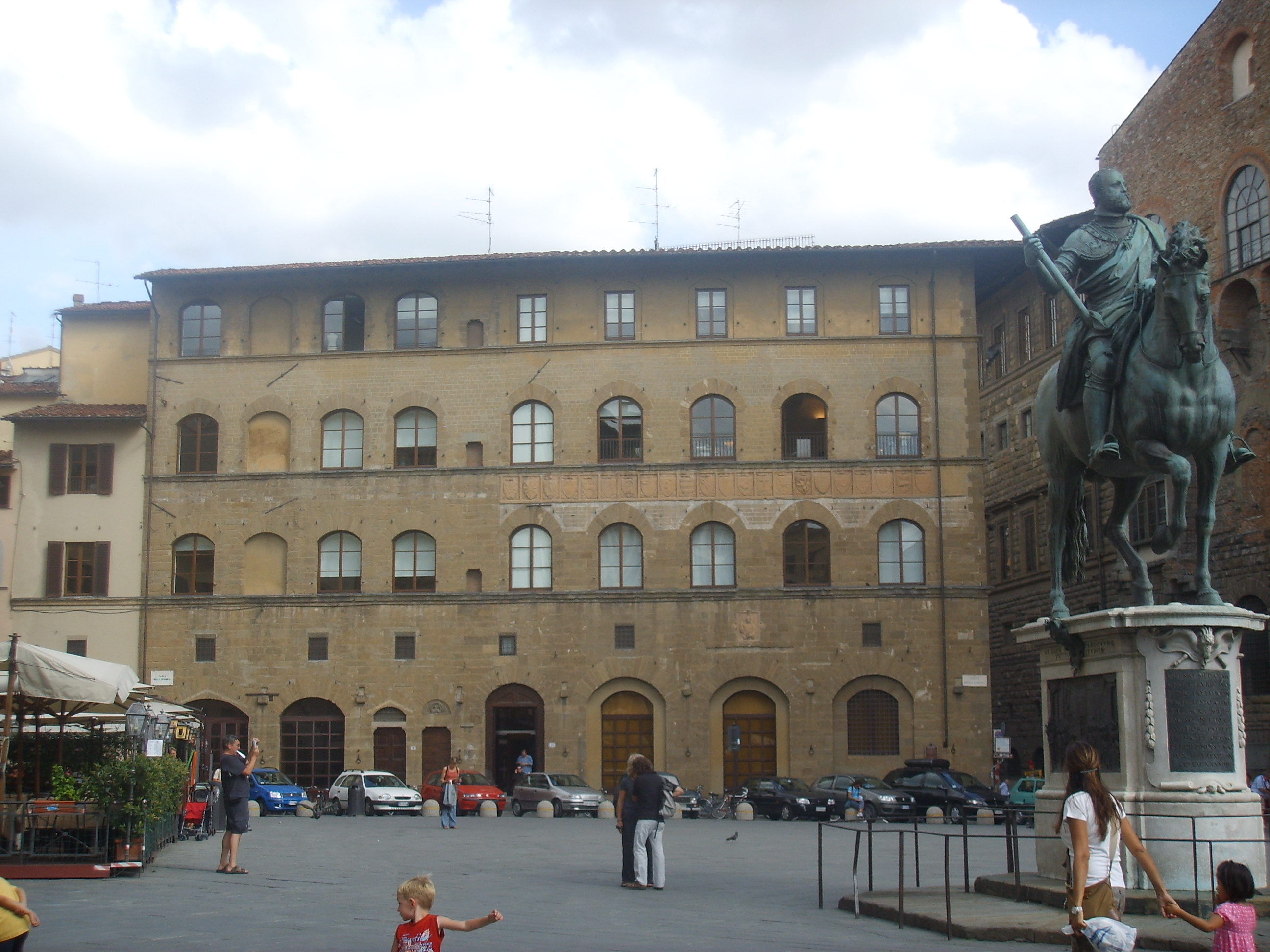
Il Tribunale della Mercatanzia in Piazza Signoria a Firenze

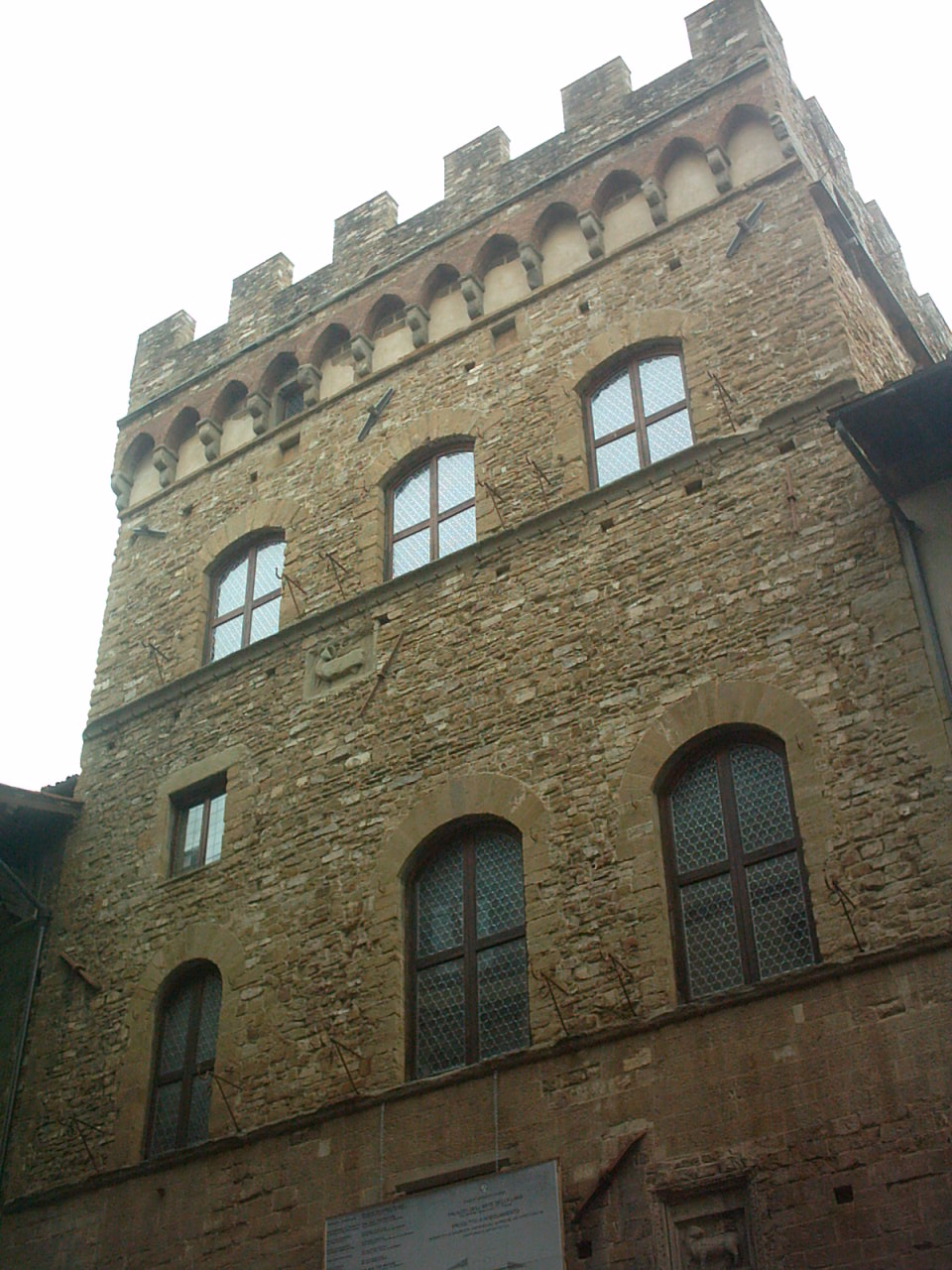
Il Palazzo dell'Arte della Lana alias di Calimala e dei Mercatanti

Figlio di Francesco di Pierozzo Della Luna, banchiere e politico vicino agli Strozzi, nel tentativo di legare ulteriormente le due famiglie sposò proprio una Strozzi, ossia Alessandra di Filippo di messer Lionardo dalla quale ebbe sicuramente due figli: Niccolò e Giovanni.
Dedito agli affari di famiglia e immerso nella sua passione per l'architettura, trovò comunque anche il tempo per la politica e, dopo aver ricoperto alcune cariche minori nella repubblica fiorentina, finalmente nel 1418 ne ottenne il confalonierato di giustizia per essere poi eletto, nel 1423, nei Dieci di Balia che, in quel particolare frangente, dovevano gestire la spinosa questione della guerra in corso tra Firenze e Filippo Maria Visconti. E proprio da membro dei Dieci fu protagonista di un singolare episodio insieme a Niccolò da Uzzano, riportato dallo storico contemporaneo Giovanni Cavalcanti che era presente alla scena.
«Per niuno modo è da tacere la pazienza dello specchiato cittadino Niccolò da Uzzano, la quale dimostrò nelle sfacciate ingiurie d'Inghilese Baroncelli. Perché, essendo nimichevole odio tra questi due cittadini, il quale odio procedeva, l'uno per invidia che portava all'altro per le sue virtù, e l'altro per ira che portava alle scellerate opere dell'altro; veggendo me andare Niccolò dalla Mercatanzia al suo banco, et Francesco della Luna da casa al Palagio, il cui Francesco era entrato de' Dieci per la guerra ch' aveva la nostra Città con Filippo Maria duca di Milano, e Niccolò uscito della detta dignità: adunque scontrandosi per me' la porta dell'Arte de' mercatanti in Calimala, Francesco assai prossimo al canto di via Ciciliana, al cui canto m'accostai colle spalle, perché dietro a Niccolò vedevo, ferabondo più che il cittadinesco andare non richiedeva, secondare Niccolò al detto Inghilese. Ed in mezzo de' due cittadini entrare il vidi, pigliando pe' panni non meno Niccolò nimico che Francesco dimestico, e dire: "O Francesco, se tu hai vaghezza di sapere imbolare, eziandio di sapere menare a suo fine alcuno tradimento, questo ladro n'è il sommo maestro. E poi si rivolgeva a Niccolò, e diceva: "O ladrone, insegni tu imholare o fare alcuno tradimento a questo uomo? È sotto il coperchio del cielo il più pubblico ladro di te? Quanto è il numero de' tuoi furti! Quanti sono i tuoi malvagi tradimenti! E finite queste sì abbominevoli ingiurie, non si vide né ciera di volto cambiare né il suo ragionamento tacere; anzi quella medesima ciera si riserbò Niccolò nel fine che avesse nel principio, nel suo volto. E per maggiore animirazione, da niuno de' tanti cittadini che ve n'erano prossimi alle dette ingiurie assai, nulla se ne seppe».
Inghilese Baroncelli però non aveva tutti i torti a dargli di apprendista-ladro perché quando Francesco Della Luna, nel 1427, venne colpito negli affari privati con l'approvazione della nuova e più equa legge fiscale detta "Catasto fiorentino", fu tra i promotori di un decreto, se non ad personam sicuramente in pieno conflitto di interesse, che la congelava a data da destinarsi.
«Essendo continuata la guerra dal ventidue al ventisette, per la quale ciascuno era stanco sotto il peso delle male conguagliate gravezze; conciossia cosa che i potenti non le volevano, e per la impotenza i deboli non le potevano; e per così abominevoli trasordini la Città era ridotta a disperata condizione: ma pure la cupidigia de' maggiorenti stava pertinace in perseguire le sue mal disposte volontadi. E per queste sì sfacciate iniquità, nuovi parlamenti si faceva tra il popolo, e si diceva: "Noi seminiamo, e i patrizii sel segano e ripongon; e così le spese e le fatiche sono nostre". E con queste parole e molte altre simiglievoli, tutto il popolo mormorava. Ed in questi così fatti compianti, si levò uno ch'ebbe nome Filippo da Ghiacceto, uomo di sottile ingegno, e molto sperto ragioniere; e colla penna in mano, mostrò il modo d'avere denari; seguitando, che a quell'ora sarebbe consumato il sei che l'asso. E per così fatto scaltrimento fu fatto il Catasto, là ove tutti i patrizii ebbero la soma col soprasello; e fu la somma, nella prima posta, migliaja venticinque e cinquecento fiorini; ed ogni catuno pagava. Questa così fatta condizione, non so io dicernere qual fu più da commendare o la sua giustizia o la sua santità».
Ma «Francesco della Luna, non avendo divozione né all'una né all'altra condizione, la levò con dicendo: "O queriti, che divario ci è dagli uomini del reggimento a coloro che non l'hanno, se non di governare altrui o d'essere governati? Se noi perdiamo la riputazione de' cittadini, a che uopo siamo noi stimati governatori, ed essendo noi governati da quell'ordine del Catasto?"». Eppure, nonostante un discorso tanto confuso e comunque alquanto aristocraticista, «cavò le fave di mano dalla stolta moltitudine, facendo una legge che comandava, che il Catasto dormisse per in sino a tanto che nuova legge il destasse».

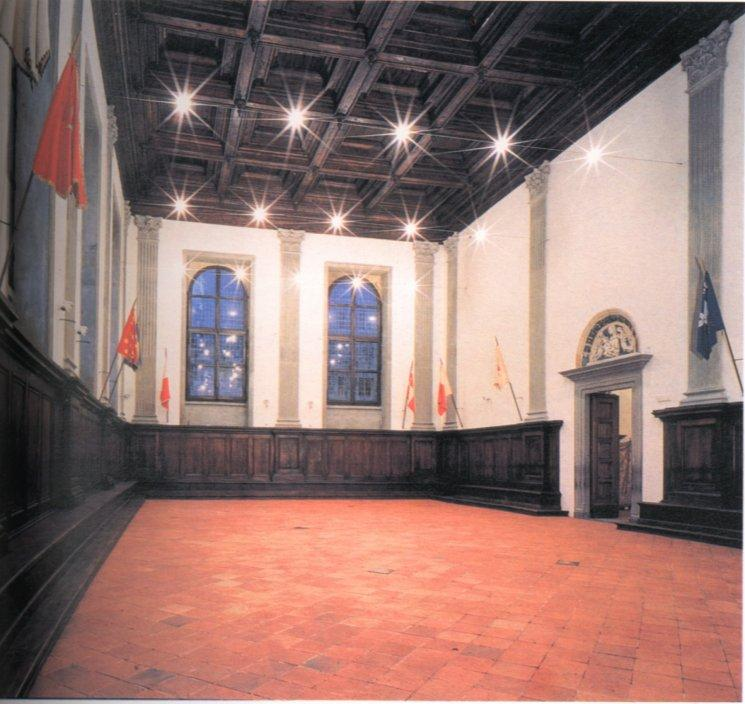
Il salone del Palagio di Parte Guelfa iniziato da Francesco Della Luna e finito da Brunelleschi

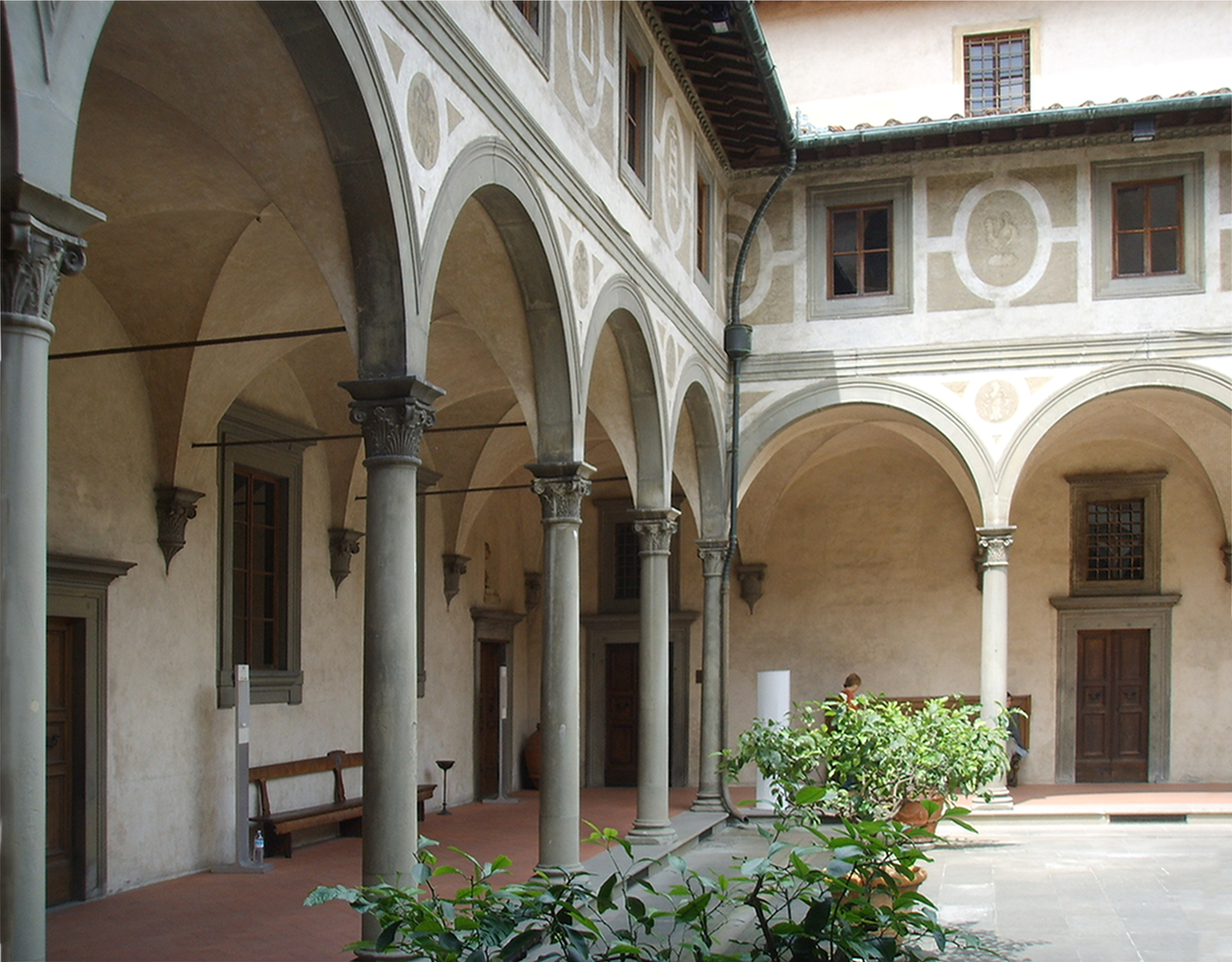
Il Chiostro degli Uomini dello Spedale degli Innocenti "sbagliato" dal Della Luna

Ma la festa durò poco perché infatti quello stesso anno, il 1427, «Francesco della Luna [per il decreto salva-milionari] ne fu gastigato da Dio e dalla sua fortuna; conciossia cosa che sempre poi andò di male in peggio, e fu sì governato nelle gravezze, che sempre poi si guardò per debito, e fu nella disgrazia di tutti gli uomini».
Costretto dalle proteste popolari a rassegnare le dimissioni dai Dieci venne politicamente "trombato" e parcheggiato all'Opera dello Spedale degli Innocenti dove rimase come Operaio, cioè membro del consiglio di amministrazione, fino al 1440.
Se non più ai vertici della politica cittadina, la sua posizione nello Spedale gli dette comunque la possibilità di dilettarsi in quella che da sempre era stato il secondo amore della sua vita: l'architettura. Infatti lo Spedale, fin dal 1419, era tutto un cantiere e quindi lui poteva revisionare, consigliare, mettere bocca. Francesco in realtà era soltanto architetto dilettante ma aveva avuto lezioni da un grande maestro: Filippo Brunelleschi. Racconta Giorgio Vasari che «disegnando i capitani di Parte Guelfa di Firenze di fare uno edifizio, e in quello una sala ed una udienza per quel magistrato, ne diedero cura a Francesco della Luna, il quale, cominciato l'opera, l'aveva già alzato da terra dieci braccia e fattovi molti errori, quando ne fu dato cura a Filippo». Ma nonostante la defaillance del Palagio di Parte Guelfa, Brunelleschi, che gli era amico, decise di fargli da maestro e lo volle con sé nella edificazione della cupola del duomo. Dovendo poi il Brunelleschi occuparsi della costruzione dello Spedale degli Innocenti, fu pacifico che dal 1427 si facesse affiancare dal Della Luna nella conduzione dei lavori.
E dunque quando nel 1436 «Filippo Brunelleschi fu condotto a Milano per fare al Duca Filippo Maria il modello d'una fortezza, [...] a Francesco della Luna, amicissimo suo, lasciò la cura di questa fabbrica degl'Innocenti; il quale Francesco fece il ricignimento d'uno architrave, che corre a basso di sopra, il quale secondo l'architettura è falso: onde tornato Filippo, e sgridatolo perché tal cosa avesse fatto, rispose averlo cavato dal tempio di San Giovanni, che è antico. Disse Filippo: "Un error solo è in quello edifìzio, e tu l'hai messo in opera"».
Dalla ramanzina di Brunelleschi, datata 1440, di Francesco Della Luna rimangono solo flebili tracce documentarie che non permettono di stabilire come e perché proprio in quell'anno lasciò l'Opera dell'Ospedale, ossia se lo fece volontariamente per sopraggiunti limiti di età o ci fu costretto per la figuraccia oppure, essendo lui uno strozziano, perché perseguitato dai filomedicei come il figlio Niccolò; non si sa dunque neanche quello che, al limite, avvenne dopo compreso l'anno esatto della sua morte.